# Nożynko
Nożynko (kaszub. Nożënkò; niem. Klein Nossin) – wieś kaszubska w Polsce, położona w województwie pomorskim, w powiecie bytowskim, w gminie Czarna Dąbrówka, nad rzeką Skotawą.
W latach 1975–1998 wieś administracyjnie należała do województwa słupskiego.
Wieś stanowi sołectwo gminy Czarna Dąbrówka.

## Historia
Nożynko alias Nożynka, w języku niemieckim Klein Nossin alias Nossinke. Dawne dobra rycerskie oraz wieś w byłym powiecie słupskim. Według noty słownika dobra Nożynko wraz z folwarkiem Malense posiadały w II połowie XIX wieku 728 hektarów gruntów, przynosząc czystego dochodu 2519 marek. W dobrach była: cegielnia, 2 młyny, oraz stawy zarybione karpiami i pstrągami.